# Руа, Морис
Морис Руа (фр. Maurice Roy; 25 января 1905, Квебек, Канада — 24 октября 1985, там же) — канадский кардинал. Епископ Труа-Ривьера с 22 февраля 1946 по 2 июня 1947 года. Военный викарий Канады, генеральный капеллан и ординарий Канадских армий с 8 июня 1946 по 2 июня 1947 года. Архиепископ Квебека с 2 июня 1947 по 20 марта 1981 года. Военный викарий Канады с 17 февраля 1951 по 12 марта 1982 года. Примас Канады с 24 января 1956 по 20 марта 1981 года. Председатель Папского Совета по делам мирян с 6 января 1967 по 16 декабря 1976 года. Председатель Папской Комиссии справедливости и мира с 6 января 1967 по 16 декабря 1976 года. Председатель Папского Совета по делам семьи с 11 января 1973 по 10 декабря 1976 года. Кардинал-священник с 22 февраля 1965 года, с титулом церкви Ностра-Синьора-дель-Сантиссимо-Сакраменто-э-Санти-Мартири-Канадези с 25 февраля 1965 года.